# اکسیدنت (آرکانزاس)
اکسیدنت، ارکانساس (به انگلیسی: Accident, Arkansas) در ایالات متحده آمریکا است که در آرکانزاس واقع شده‌است.

## خصوصیات
اکسیدنت ۴۲۱ متر بالاتر از سطح دریا واقع شده‌است.